# Géographie du Centre-Val de Loire
La région Centre-Val de Loire a une superficie de 39 151 km2 et une population de 2,5 millions d'habitants.

## Situation

### Géographie administrative et humaine
| \| Localisation du Centre-Val de Loire en France \| Nouvelle-Aquitaine Île-de-France Pays de la Loire Cher (18) Eure-et-Loir (28) Indre (36) Indre-et-Loire (37) Loir-et-Cher (41) Loiret (45) Bourges Chartres Châteauroux Tours Blois Orléans |
| Localisation du Centre-Val de Loire en France |

### Géographie physique
| \| Localisation du Centre-Val de Loire en France \| Préveranges Motte d'Humbligny La Loire Le Cher L'Eure Le Loir L'Indre La Vienne Sancerrois Val de Loire Sologne Brenne Perche Beauce Gâtinais Boischaut Sud |
| Localisation du Centre-Val de Loire en France |

### Limites
La région Centre-Val de Loire est limitrophe de la région Pays de la Loire avec laquelle elle partage le Val de Loire, la région Nouvelle-Aquitaine à l'Ouest et Sud-Ouest, la région Auvergne-Rhône-Alpes au Sud, la région Bourgogne-Franche-Comté à l'Est, la région Normandie au Nord-Ouest et la région Parisienne au Nord.

## Géologie
Le sous-sol de la région centre est en grande partie un prolongement du bassin sédimentaire parisien. Le sud de la région est en contact avec les formations cristallines et schisteuses du Massif central.
En Beauce, des limons recouvrent le calcaire.
Sous la forêt d'Orléans, les sables et argiles ont été transportés à la fin du tertiaire par des cours d'eau depuis le Massif central.

## Relief
Le relief est globalement plat avec quelques chaînes de collines : le Sancerrois (429 m au signal d'Humbligny) et le Perche notamment. L'altitude maximale est de 504 m à la frontière avec le Limousin.

## Hydrographie
Le Centre-Val de Loire est traversé par la Loire et ses affluents. Le bassin versant de la Loire s'étale sur la plus grande partie de la région Centre. Seul le nord-est appartient au bassin de la Seine.

## Climat
La région bénéficie d'un climat tempéré. Les influences océaniques dominent à l'ouest d'Orléans, plus nettement l'hiver que l'été qui reste relativement chaud (19,4 °C à Tours en juillet). À l'est, la continentalité l'emporte. Les précipitations atteignent 900 mm près du Massif central, mais sont inférieures à 600 mm en Beauce.

## Petites régions naturelles
- Beauce
- Val de Loire
- Boischaut Sud
- Boischaut Nord
- Blancois
- Champagne berrichonne
- Gâtinais
- Puisaye
- Perche
- Sancerrois
- Sologne
- Brenne
- Gâtines tourangelles
- Véron
- Touraine angevine
- Dunois
- Vendômois
- Berry
- Orléanais
- Blésois
- Pays-Fort
- Plateau de Sainte-Maure.

## Parcs naturels régionaux
- Brenne
- Loire-Anjou-Touraine
- Perche

## Sologne
La Sologne s'étend au sud de la Loire sur trois départements, ceux du Loiret, de Loir-et-Cher et du Cher, alterne un paysage de forêts, d'étangs, aménagés autrefois par l'homme, et surtout de landes à bruyères, sablonneuses ou tourbeuses, qui prennent en été une couleur violacée.
Malgré un début de morcellement de la grande propriété, la région compterait aujourd'hui une vingtaine de domaines d'un millier d'hectares chacun pour des chasses dans un milieu spacieux.